# Пи, Оливье

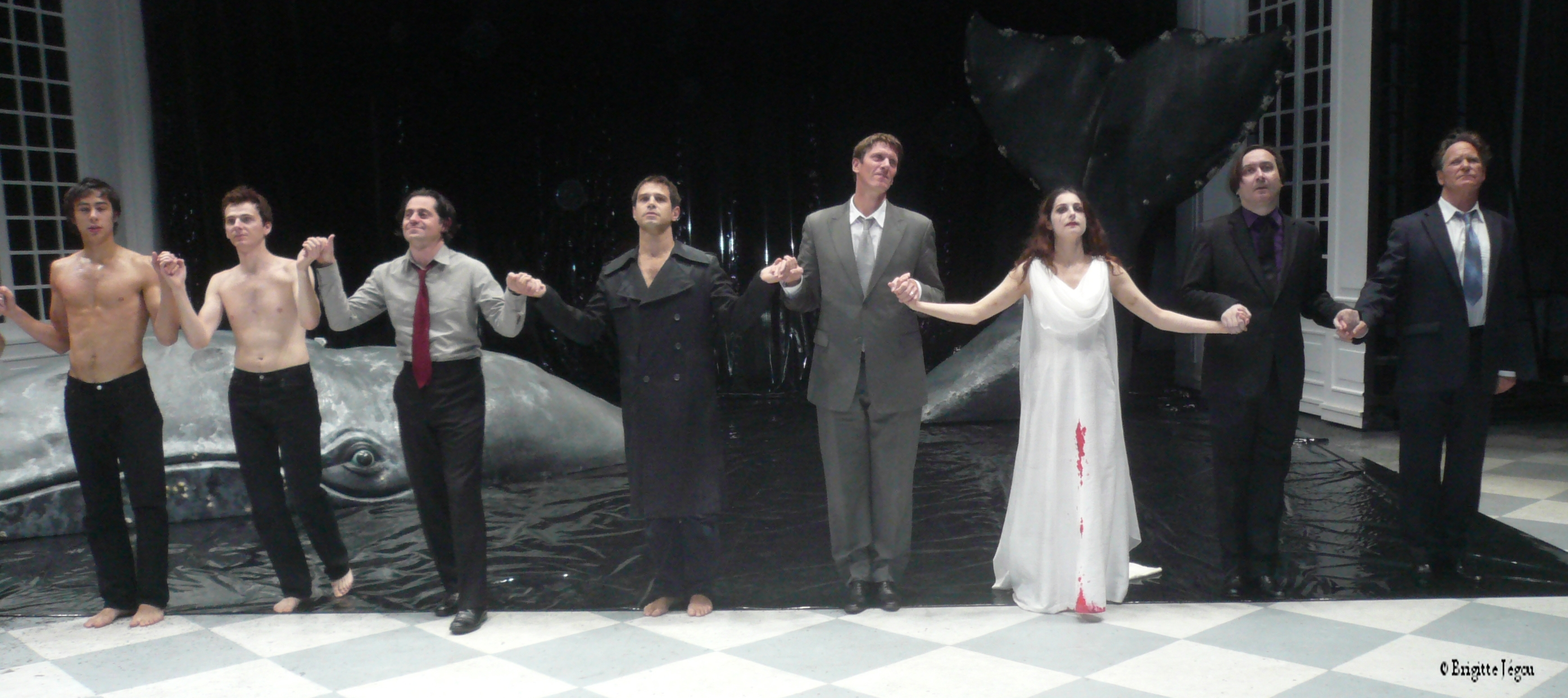
Оливье Пи (третий слева) с актёрами своей труппы после спектакля «Дети Сатурна», 2009

Оливье Пи (фр. Olivier Py; род. 24 июля 1965, Грас) — французский драматург, театральный режиссёр, актёр.

## Биография
Учился в Каннах и Грасе, затем в Высшей национальной школе театрального искусства в Париже (ENSATT), а с 1987 — в Высшей национальной консерватории драматического искусства. В 1988 дебютировал как драматург, в том же году создал свою театральную компанию L’inconvénient des boutures. С 1997 возглавлял Национальный центр драмы в Орлеане, с 2007 — директор парижского театра Одеон. В 2011 был уволен с этого поста по решению правительства; предполагают, что поводом стал поставленный им по собственной пьесе спектакль Адажио, в котором критически выведен президент Франции Николя Саркози и содержатся неблаговидные намёки на министра культуры Фредерика Миттерана.
Помимо постановки собственных пьес, выступает режиссёром как драматических, так и оперных спектаклей. Играл в театре, кино, на телевидении. Предполагалось, что в 2013 году он возглавит Авиньонский фестиваль.
Руководил Авиньонским фестивалем два срока, до 1 сентября 2022 года.
О себе Пи отзывается как о католике и гомосексуале. Известен тем, что делает упор на католическую и гомоэротическую тематику.

## Избранные драмы
- 1988: Des oranges et des ongles
- 1991: Gaspacho, un chien mort
- 1992 : Les Aventures de Paco Goliard
- 1992 : La Nuit au cirque
- 1995: La Jeune Fille, le diable et le moulin (по сказке братьев Гримм)
- 1995: La Servante (Histoire sans fin) — цикл из 10 сочинений, постановка продолжается 24 часа
- 1996: Le Cabaret de Miss Knife
- 1997: Architecte et la forêt Pastorale noire
- 1997: Le Visage d’Orphée
- 1998: Requiem pour Srebrenica
- 1999: L’Eau de la vie (по сказке братьев Гримм)
- 2000: L’Apocalypse joyeuse
- 2001: L’Exaltation du labyrinthe
- 2002 : Paradis de tristesse
- 2003: Jeunesse
- 2003 : L’Inachevé
- 2004 : Le Vase de parfums (либретто оперы Сюзанны Жиро)
- 2004: Faust Nocturne
- 2005 : Les Vainqueurs
- 2006 : Illusions comiques
- 2007 : Les Enfants de Saturne
- 2009 : La vraie fiancée (по сказке братьев Гримм)

## Избранные режиссёрские работы
- 1999: Волшебный стрелок Вебера
- 2001: Сказки Гофмана Оффенбаха
- 2003: Атласный башмачок Клоделя
- 2003: Осуждение Фауста Берлиоза
- 2004: Жанна д’Арк на костре Онеггера
- 2005: Тристан и Изольда и Тангейзер Вагнера
- 2007: Похождения повесы Стравинского
- 2007: Пеллеас Мелизанда Дебюсси в МАМТ
- 2008: Орестея Эсхила
- 2009: Семеро против Фив Эсхила
- 2009: Идоменей Моцарта
- 2010: Лулу Берга
- 2011: Семеро против Фив, Просительницы, Персы Эсхила, Ромео и Джульетта Шекспира
- 2012: Кармен Бизе в Лионской опере
- 2013: Аида Верди в Опере Бастилии
- 2017: Диалоги кармелиток Пуленка в Ла Монне
- 2018: Лоэнгрин Вагнера в Ла Монне

## Избранные роли в кино
- 1989: Скажи да, скажи нет (Ноэми Львовски, короткометражный)
- 1994: Полковник Шабер (Ив Анжело)
- 1996: В поисках кошки (Седрик Клапиш)
- 1998: Конец августа, начало сентября (Оливье Ассаяс)
- 1999: Возможно (Седрик Клапиш)

## Признание
Премия Общества драматургов и композиторов Новый талант в номинации Театр (1996). Премия Золотой леопард Локарнского МКФ за постановку телефильма «С закрытыми глазами» для канала Арте (2000).

## Оливье Пи в России
Режиссёр показывал поставленные по его пьесам спектакли Кабаре мисс Найф и Лицо Орфея в рамках 3-го Чеховского фестиваля в Москве (1998). В 2007 он поставил на сцене Московского музыкального театра имени Станиславского и Немировича-Данченко оперу Клода Дебюсси Пеллеас и Мелизанда (по драме Метерлинка), спектакль был показан в рамках фестиваля Золотая маска.

## Публикации на русском языке
- Лицо Орфея. — М.: Аграф, 1998.